# みずがめ座ゼータ星
みずがめ座ζ星（みずがめざゼータせい、ζ Aquarii、ζ Aqr）は、みずがめ座にある連星系で、「水差し」として知られるY字型のアステリズムの中心をなす恒星である。見かけの合成等級は3.65で、肉眼でみることができる。年周視差の測定から推定した、みずがめ座ζ星までの距離は、約95光年である。

## 名称
アラビアでは、saʽd al-akhbiyaという月宿が、みずがめ座γ星、みずがめ座π星、みずがめ座ζ星、みずがめ座η星からなるアステリズムの辺りとされた。この名前は、「幕屋の中の幸運（の星）」というような意味だったと推測される。ウルグ・ベクの星表でも、この名前がみずがめ座γ星に付けられ、ζ星、η星、π星が併せて記されている一方、カズウィーニーは、ζ星をAl Saʽdとしていたとされる。また、17世紀エジプトのMohammad Al Achsai Al Mouakketが著した天文暦の中で、みずがめ座ζ星は"Achr al Achbiya"（أجر ألأجبية、新ラテン語: Postrema Tabernaculorum）と記されている。
中国では、みずがめ座ζ星は、みずがめ座η星、みずがめ座γ星、みずがめ座π星と共に墳墓（拼音: Fén Mù）という星官を形成する。みずがめ座ζ星自身は、墳墓一（拼音: Fén Mù yī）つまり墳墓の1番星と呼ばれる。

## 特徴

### 発見
みずがめ座ζ星は、1779年にウィリアム・ハーシェルが二重星として観測したが、クリスチャン・マイヤーが1784年に出版した二重星カタログには、それより前に観測した記録が記されており、真の発見者が誰なのか明らかではない。以後、十分に観測されており、位置関係の変化から、19世紀の初めにはハーシェルが連星だと認識していたとされる。
1941年、ストランドが、写真での軌道の観測から、みずがめ座ζ星の軌道がケプラー運動から逸脱しており、みえない第3の天体が存在してその公転運動の影響を受けていると考えれば説明できることを明らかにし、みずがめ座ζ星が3重連星であることが発見された。当初、第3成分は、二重星の暗い方の恒星みずがめ座ζ星B（みずがめ座ζ1星）の周りを公転していると考えられたが、干渉法による観測が行われるようになると、みずがめ座ζ星Bではなく二重星の明るい方の恒星みずがめ座ζ星A（みずがめ座ζ2星）が伴星を持つと考えられるようになった。更に、補償光学や最新のスペックル干渉法を利用することで、第3星は直接検出され、みずがめ座ζ星Aが近接した連星（みずがめ座ζ星Aaとみずがめ座ζ星Ab）で、その周りをみずがめ座ζ星Bが公転していることがはっきりした。

### 軌道
みずがめ座ζ星A系とみずがめ座ζ星Bとは、およそ540年の周期で公転しており、軌道長半径は3.5秒、離心率は0.42と推定される。また、軌道傾斜角は142.0度であるとみられる。
一方、みずがめ座ζ星AaとAbとは、およそ26年の周期で公転し、軌道長半径は0.39秒、離心率は非常に大きく0.87と見積もられている。

### 物理的性質
みずがめ座ζ星AとBは、いずれもスペクトル型がF型で、明るさの差は0.2等級程度であまり違わない。軌道要素から予想される、各恒星の質量は、みずがめ座ζ星Aaが太陽の1.4倍、みずがめ座ζ星Abが太陽の0.6倍、みずがめ座ζ星Bが太陽の1.4倍である。星系の年齢は、みずがめ座ζ星Aa・Bの物理量と恒星の進化理論から、およそ30億年と推定され、みずがめ座ζ星Abもこれと矛盾はないが、公転軌道の特異性からみずがめ座ζ星Abは、みずがめ座ζ星Aa-Bの2重連星に捕獲された別の起源の恒星である可能性もある。

### 位置
みずがめ座ζ星は、天の赤道のすぐ近くに位置しており、2003年までは南天の恒星（赤緯が負）であったが、地球の歳差の影響で2003年11月21日頃に天の赤道を超え、北天の恒星（赤緯が正）になったとみられる。